# Howard Da Silva
Howard Da Silva, geboren als Howard Silverblatt (Cleveland, Ohio, 4 mei 1909 - Ossining, New York, 16 februari 1986) was een Amerikaans acteur.

## Biografie

### Vroege jaren
Hij werd geboren in Cleveland, Ohio, als de zoon van Benjamin en Bertha Silverblatt. Zijn ouders waren Jiddisch sprekende Joden uit Rusland. Hij werkte als staalwerker voordat hij begon aan zijn acteercarrière op het toneel. Hij veranderde zijn achternaam naar het Portugese Da Silva, hoewel hij geen enkele relatie me Portugal had; Silva is de meest voorkomende achternaam in de Portugese taal.

### Carrière
Da Silva was te zien in een aantal Broadway musicals, waarin hij onder andere de rol had van Larry Foreman in Marc Blitzsteins eerste musicalproductie The Cradle Will Rock (1937). In 1943 was hij te zien in Oklahoma!, een productie van Rogers and Hammerstein, als de psychopaat Jud Fry. Hij vertolkte de rol van Benjamin Franklin in de musical 1776 en speelde hem opnieuw in de filmversie uit 1972.
Hij had rollen in meer dan 60 films, waaronder als Ray Millands barman Nat in The Lost Weekend (1945) en als de halfblinde crimineel Chicamaw 'One-Eye' Mobley in They Live by Night (1949). In datzelfde jaar was hij te zien als George Wilson in The Great Gatsby, een van de films gebaseerd op de gelijknamige roman van F. Scott Fitzgerald. In 1974 zou hij opnieuw te zien zijn in een boekverfilming, deze keer als Meyer Wolfsheim.
Hij overleed aan de gevolgen van het maligne lymfoom in Ossining, New York, op 76-jarige leeftijd.

## Filmografie
- 1940 - I'm Still Alive - Red Garvey
- 1942 - The Omaha Trail - Ben Santley
- 1945 - The Lost Weekend - Barman Nat
- 1949 - They Live by Night - Chicamaw 'One-Eye' Mobley
- 1949 - The Great Gatsby - George Wilson
- 1950 - The Underworld Story - Carl Durham
- 1951 - Three Husbands - Dan McCabe
- 1962 - David and Lisa - Dr. Swinford
- 1972 - 1776 - Benjamin Franklin
- 1974 - The Great Gatsby - Meyer Wolfsheim
- 1981 - Mommie Dearest - Louis B. Mayer
- 1984 - Garbo Talks - Angelo Dokakis